# Aphyosemion

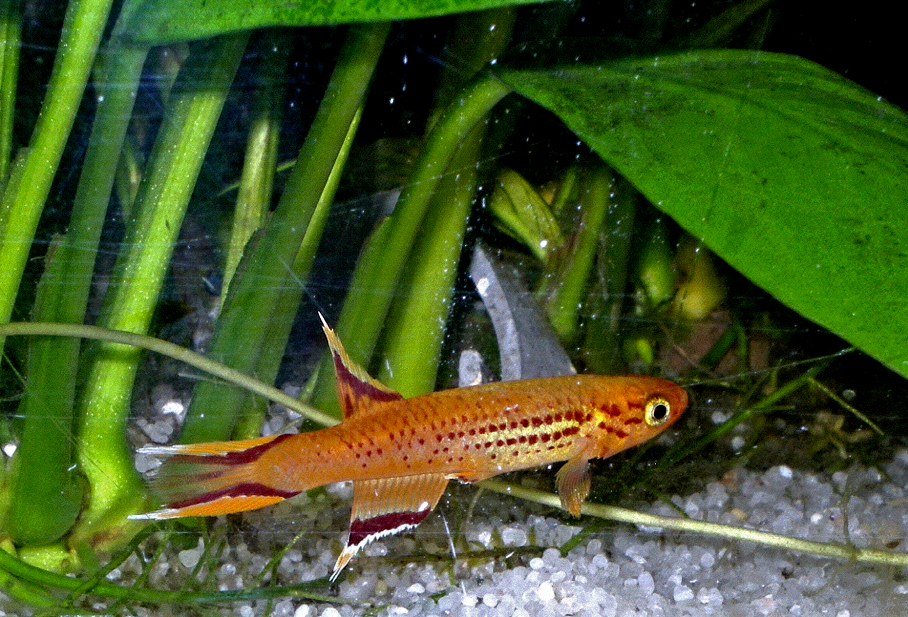
Mascle dAphyosemion australe

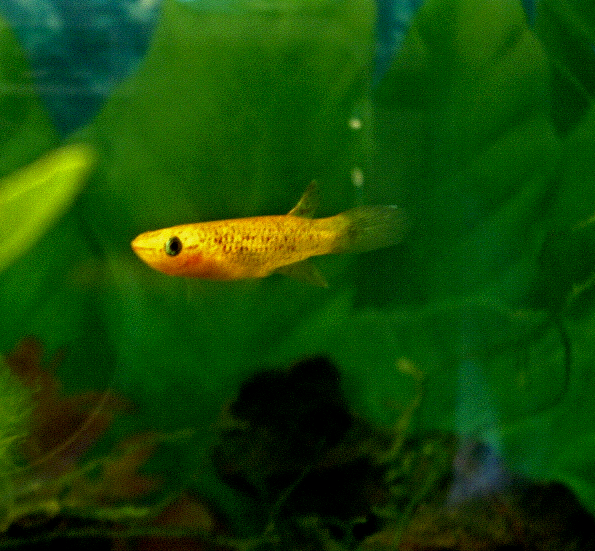
Femella dAphyosemion australe

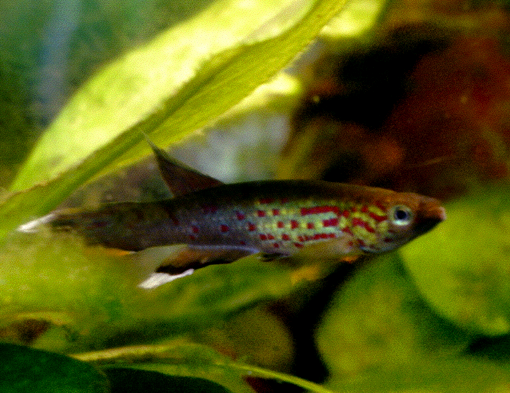
Mascle dAphyosemion australe

 Aphyosemion és un gènere de peixos estacionals de la família Aplocheilidae i de l'ordre dels ciprinodontiformes.

## Distribució geogràfica
Es troba a l'Àfrica Occidental (des de Costa d'Ivori fins al riu Congo).

## Taxonomia
- Aphyosemion abacinum (Huber, 1976)
- Aphyosemion ahli (Myers, 1933)
- Aphyosemion amoenum (Radda & Pürzl, 1976)
- Aphyosemion aureum (Radda, 1980)
- Aphyosemion australe (Rachow, 1921)
- Aphyosemion bamilekorum (Radda, 1971)
- Aphyosemion bivittatum(Lönnberg, 1895)
- Aphyosemion bochtleri (Radda, 1975)
- Aphyosemion bualanum (Ahl, 1924)
- Aphyosemion buytaerti (Radda & Huber, 1978)
- Aphyosemion calliurum (Boulenger, 1911)
- Aphyosemion cameronense (Boulenger, 1903)
- Aphyosemion caudofasciatum (Huber & Radda, 1979)
- Aphyosemion celiae (Scheel, 1971)
- Aphyosemion chauchei (Huber & Scheel, 1981)
- Aphyosemion christyi (Boulenger, 1915)
- Aphyosemion citrineipinnis (Huber & Radda, 1977)
- Aphyosemion coeleste (Huber & Radda, 1977)
- Aphyosemion cognatum (Meinken, 1951)
- Aphyosemion congicum (Ahl, 1924)
- Aphyosemion cyanostictum (Lambert & Géry, 1968)
- Aphyosemion dargei (Amiet, 1987)
- Aphyosemion decorsei (Pellegrin, 1904)
- Aphyosemion deltaense (Radda, 1976)
- Aphyosemion edeanum (Amiet, 1987)
- Aphyosemion elberti (Ahl, 1924)
- Aphyosemion elegans (Boulenger, 1899)
- Aphyosemion escherichi (Ahl, 1924)
- Aphyosemion etsamense (Sonnenberg & Blum, 2005)
- Aphyosemion exigoideum (Radda & Huber, 1977)
- Aphyosemion exiguum (Boulenger, 1911)
- Aphyosemion ferranti (Boulenger, 1910)
- Aphyosemion franzwerneri (Scheel, 1971)
- Aphyosemion fulgens (Radda, 1975)
- Aphyosemion gabunense (Radda, 1975)
- Aphyosemion georgiae (Lambert & Géry, 1968)
- Aphyosemion guineense (Daget, 1954)
- Aphyosemion halleri (Radda & Pürzl, 1976)
- Aphyosemion hanneloreae (Radda & Pürzl, 1985)
- Aphyosemion heinemanni (Berkenkamp, 1983)
- Aphyosemion hera (Huber, 1998)
- Aphyosemion herzogi (Radda, 1975)
- Aphyosemion hofmanni (Radda, 1980)
- Aphyosemion jeanpoli (Berkenkamp & Etzel, 1979)
- Aphyosemion joergenscheeli (Huber & Radda, 1977)
- Aphyosemion labarrei (Poll, 1951)
- Aphyosemion lamberti (Radda & Huber, 1976)
- Aphyosemion lefiniense (Woeltjes, 1984)
- Aphyosemion lividum (Legros & Zentz, 2007)
- Aphyosemion louessense (Pellegrin, 1931)
- Aphyosemion lugens (Amiet, 1991)
- Aphyosemion lujae (Boulenger, 1911)
- Aphyosemion maculatum (Radda & Pürzl, 1977)
- Aphyosemion maeseni (Poll, 1941)
- Aphyosemion malumbresi (Legros & Zentz, 2007)
- Aphyosemion margaretae (Fowler, 1936)
- Aphyosemion mimbon (Huber, 1977)
- Aphyosemion obscurum (Ahl, 1924)
- Aphyosemion ocellatum (Huber & Radda, 1977)
- Aphyosemion ogoense (Pellegrin, 1930)
- Aphyosemion pascheni (Ahl, 1928)
- Aphyosemion passaroi (Huber, 1994)
- Aphyosemion petersi (Sauvage, 1882)
- Aphyosemion plagitaenium (Huber, 2004)
- Aphyosemion polli (Radda & Pürzl, 1987)
- Aphyosemion primigenium (Radda & Huber, 1977)
- Aphyosemion punctatum (Radda & Pürzl, 1977)
- Aphyosemion raddai (Scheel, 1975)
- Aphyosemion rectogoense (Radda & Huber, 1977)
- Aphyosemion schioetzi (Huber & Scheel, 1981)
- Aphyosemion schluppi (Radda & Huber, 1978)
- Aphyosemion seegersi (Huber, 1980)
- Aphyosemion striatum (Boulenger, 1911)
- Aphyosemion thysi (Radda & Huber, 1978)
- Aphyosemion tirbaki (Huber, 1999)
- Aphyosemion trilineatus (Ladiges, 1934)
- Aphyosemion viride (Ladiges & Roloff, 1973)
- Aphyosemion wachtersi (Radda & Huber, 1978)
- Aphyosemion wildekampi (Berkenkamp, 1973)
- Aphyosemion zygaima (Huber, 1981)[2][3][4][5]